# Любешівська селищна рада
Лю́бешівська се́лищна ра́да Любешівської селищної територіальної громади (до 2017 року — Любешівська селищна рада Любешівського району Волинської області) — орган місцевого самоврядування Любешівської селищної громади Волинської області з садибою в — смт Любешів.

## Склад ради
Рада складається з 34 депутатів та голови.
Перші вибори депутатів ради громади та Любешівського селищного голови пройшли 29 жовтня 2017 року. Було обрано 34 депутати ради, з них: 12 є представниками Аграрної партії, по 7 — УКРОП та самовисування, по 4 — Всеукраїнське об'єднання «Батьківщина» та БПП «Солідарність».
Головою громади обрали позапартійного самовисуванця Олега Куха, чинного голову Любешівської районної державної адміністрації.
В раді створені шість постійних депутатських комісій:
- з питань земельних відносин, природокористування, планування території, будівництва, архітектури, охорони пам'яток, історичного середовища та благоустрою;
- з питань комунальної власності, житлово-комунального господарства, енергозбереження та транспорту;
- з питань прав людини, законності, депутатської діяльності, етики та регламенту;
- з гуманітарних питань;
- з питань фінансів, бюджету, планування соціально-економічного розвитку, інвестицій та міжнародного співробітництва;
- з питань фінансів, бюджету, планування соціально-економічного розвитку, інвестицій та міжнародного співробітництва.

## Історія
До 30 листопада 2017 року — адміністративно-територіальна одиниця в Любешівському районі Волинської області з територією 34,32 км² та населенням 6 165 осіб (станом на 2001 рік).
Селищній раді підпорядковувались смт Любешів та села Заріка і Рудка.
Рада складалась з 30 депутатів та голови.

### Керівний склад попередніх скликань
| Прізвище, ім'я, по батькові | Основні відомості                                                | Дата обрання | Дата звільнення |
| --------------------------- | ---------------------------------------------------------------- | ------------ | --------------- |
| Корець Василь Трохимович    | Селищний голова                                                  | ?            | 1993            |
| Хомич Петро Трохимович      | Селищний голова, 1950 року народження, освіта, безпартійний      | 1993         | 26.03.2006      |
| Хомич Петро Трохимович      | Селищний голова, 1950 року народження, освіта, безпартійний      | 26.03.2006   | 31.10.2010      |
| Хомич Петро Трохимович      | Селищний голова, 1950 року народження, освіта вища, безпартійний | 31.10.2010   | 2015            |
| Корець Василь Трохимович    | Селищний голова,                                                 | 25.10.2015   |                 |
| Кух Олег Іванович           | Селищний голова,                                                 | 29.10.2017   |                 |

Петро Хомич (1950—2019)

Примітка: таблиця складена за даними сайту Верховної Ради України із доповненнями
На виборах 31 жовтня 2010 року Хомич Петро Трохимович обраний головою селищної ради шостий раз підряд! Це рекордний показник для України!

### Депутати
За результатами місцевих виборів 2010 року депутатами ради стали:

#### За суб'єктами висування
| Суб'єкт висування                                                                    | Кількість обраних депутатів | %    |
| ------------------------------------------------------------------------------------ | --------------------------- | ---- |
| Самовисування                                                                        | 23                          | 76,7 |
| Народна партія                                                                       | 3                           | 10   |
| Партія "Національно-демократичне об'єднання «Україна»                                | 2                           | 6,7  |
| Політична партія «Сильна Україна»                                                    | 1                           | 3,3  |
| Політична партія «УДАР (Український Демократичний Альянс за Реформи) Віталія Кличка» | 1                           | 3,3  |

#### За округами
| № округу                                                                             | Прізвище, ім'я, по батькові    | Дата визнання обраним | Освіта             | Партійна приналежність                                                                     | Відомості про обраного депутата                                                           |
| ------------------------------------------------------------------------------------ | ------------------------------ | --------------------- | ------------------ | ------------------------------------------------------------------------------------------ | ----------------------------------------------------------------------------------------- |
| Народна Партія                                                                       |                                |                       |                    |                                                                                            |                                                                                           |
| 2                                                                                    | Мельник Станіслав Степанович   | 03.11.2010            | вища               | член Народної партії                                                                       | Районний центр зайнятості, головний юрист                                                 |
| 6                                                                                    | Оласюк Марія Миколаївна        | 03.11.2010            | вища               | член Народної партії                                                                       | Управління праці та соціального захисту населення райдержадміністрації, начальник відділу |
| 26                                                                                   | Деркач Віталій Миколайович     | 03.11.2010            | вища               | член Народної партії                                                                       | РВ ГУМНС, начальник                                                                       |
| Партія "Національно-демократичне об'єднання «Україна»                                |                                |                       |                    |                                                                                            |                                                                                           |
| 8                                                                                    | Оласюк Алла Степанівна         | 03.11.2010            | вища               | член партії "Національно-демократичне об'єднання «Україна»                                 | Любешівський НВК, вчитель                                                                 |
| 17                                                                                   | Абрамович Віктор Ростиславович | 03.11.2010            | вища               | член партії "Національно-демократичне об'єднання «Україна»                                 | ВАТ «Волиньобленерго», інженер з оптимізації                                              |
| Політична партія «Сильна Україна»                                                    |                                |                       |                    |                                                                                            |                                                                                           |
| 28                                                                                   | Хомич Марія Максимівна         | 03.11.2010            | вища               | член Політичної партії «Сильна Україна»                                                    | пенсіонер                                                                                 |
| Політична партія «УДАР (Український Демократичний Альянс за Реформи) Віталія Кличка» |                                |                       |                    |                                                                                            |                                                                                           |
| 21                                                                                   | Палайда Світлана Анатоліївна   | 03.11.2010            | вища               | член Політичної партії «УДАР (Український Демократичний Альянс за Реформи) Віталія Кличка» | Любешівська ЦРЛ, лікар                                                                    |
| Самовисування                                                                        |                                |                       |                    |                                                                                            |                                                                                           |
| 1                                                                                    | Парчук Ігор Васильович         | 03.11.2010            | вища               | позапартійний                                                                              | Любешівський РВ ГУМНС, інструктор сектору                                                 |
| 3                                                                                    | Свищук Сергій Федорович        | 03.11.2010            | вища               | позапартійний                                                                              | Любешівський РВ ГУМНС, начальник сектору                                                  |
| 4                                                                                    | Кундік Оксана Петрівна         | 03.11.2010            | вища               | позапартійна                                                                               | Любешівська селищна рада, спеціаліст                                                      |
| 5                                                                                    | Труш Федір Васильович          | 03.11.2010            | середня спеціальна | позапартійний                                                                              | підприємець                                                                               |
| 7                                                                                    | Медведюк Антон Петрович        | 14.11.2010            | вища               | член Політичної партії «Сильна Україна»                                                    | Любешівське відділення «Приватбанку», спеціаліст активних продаж                          |
| 9                                                                                    | Кузьміч Леонід Федорович       | 03.11.2010            | середня спеціальна | позапартійний                                                                              | Любешівське УВГ, начальник насосної станції                                               |
| 10                                                                                   | Матюк Віктор Іванович          | 03.11.2010            | середня спеціальна | член Політичної партії «Наша Україна»                                                      | підприємець                                                                               |
| 11                                                                                   | Оласюк Галина Іванівна         | 03.11.2010            | вища               | член Комуністичної партії України                                                          | районний відділ статистики, головний економіст                                            |
| 12                                                                                   | Гриневич Михайло Миронович     | 03.11.2010            | вища               | позапартійний                                                                              | тимчасово не працює                                                                       |
| 13                                                                                   | Марценюк Надія Петрівна        | 03.11.2010            | вища               | позапартійна                                                                               | Любешівська ЦРЛ, лікар                                                                    |
| 14                                                                                   | Карпік Анатолій Іванович       | 03.11.2010            | вища               | позапартійний                                                                              | об'єднання громадського харчування, заступник директора                                   |
| 15                                                                                   | Масюк Ніна Іванівна            | 03.11.2010            | середня спеціальна | позапартійна                                                                               | Любешівська селищна рада, секретар                                                        |
| 16                                                                                   | Артишук Галина Юхимівна        | 03.11.2010            | вища               | член Української Народної Партії                                                           | об'єднання підприємств громадського харчування, директор                                  |
| 18                                                                                   | Артеменко Ніна Михайлівна      | 03.11.2010            | вища               | член Всеукраїнського об'єднання «Батьківщина»                                              | пенсіонер                                                                                 |
| 19                                                                                   | Любчик Світлана Петрівна       | 14.11.2010            | середня спеціальна | позапартійна                                                                               | підприємець                                                                               |
| 20                                                                                   | Шукалович Євгеній Іванович     | 03.11.2010            | вища               | член Всеукраїнського об'єднання «Батьківщина»                                              | ДП СМАП, інспектор                                                                        |
| 22                                                                                   | Колошук Любов Трохимівна       | 03.11.2010            | вища               | член Комуністичної партії України                                                          | ВУЖКГ, економіст                                                                          |
| 23                                                                                   | Поліщук Валентин Михайлович    | 03.11.2010            | середня спеціальна | член Конгресу Українських Націоналістів                                                    | районна санепідемстанція, завідувач господарства                                          |
| 24                                                                                   | Шукалович Віктор Іванович      | 03.11.2010            | вища               | позапартійний                                                                              | приватний підприємець                                                                     |
| 25                                                                                   | Божко Михайло Андрійович       | 03.11.2010            | вища               | член Комуністичної партії України                                                          | Земельний кадастр, головний спеціаліст                                                    |
| 27                                                                                   | Нестерук Надія Феодосіївна     | 03.11.2010            | вища               | позапартійна                                                                               | загальноосвітня школа І-ІІ ст. с. Любешівська Воля, вчитель                               |
| 29                                                                                   | Хомич Надія Василівна          | 03.11.2010            | середня спеціальна | член Конгресу Українських Націоналістів                                                    | Любешівська ЦРЛ, фельдшер швидкої допомоги                                                |
| 30                                                                                   | Горщар Любов Василівна         | 03.11.2010            | середня спеціальна | позапартійна                                                                               | ВУЖКГ, головний бухгалтер                                                                 |